# سیارک ۵۸۶۸
سیارک ۵۸۶۸ (به انگلیسی: 5868 Ohta، نامگذاری:1988TQ) پنج هزار و هشتصد و شصت و هشتمین سیارک کشف شده‌است که در ۱۳ اکتبر ۱۹۸۸ کشف شد.
قدر مطلق سیارک برابر ۱۳٫۶۰ است.